# 特雷基纳
特雷基纳（義大利語：Trecchina），是意大利波坦察省的一个市镇。总面积37平方公里，人口2377人，人口密度64.2人/平方公里（2009年）。ISTAT代码为076092。